# Rommel Zura
Rommel Zura (Pimampiro, Provincia de Imbabura, Ecuador, 21 de noviembre de 1981) es un futbolista ecuatoriano que juega de volante defensivo y su actual equipo es el Imbabura Sporting Club de la Serie B de Ecuador.

## Trayectoria
Rommel Zura comenzó su carrera en el Imbabura SC. Jugó en Segunda Categoría hasta que en el 2006, su club ascendió a la Serie B. En el 2007 logra ascender a la Serie A. Ese año tuvo una temporada destacada por lo que al año siguiente, en el 2008 fue prestado al Emelec de Guayaquil, aunque en el club guayaquileño no tuvo muchas oportunidades de jugar.
Rommel es hermano del también futbolista ecuatoriano Edmundo Zura.

## Clubes
| Club                  | País    | Año           |
| --------------------- | ------- | ------------- |
| Imbabura SC           | Ecuador | 1999-2007     |
| Emelec                | Ecuador | 2008          |
| Técnico Universitario | Ecuador | 2009          |
| Imbabura SC           | Ecuador | 2010-2011     |
| Liga de Loja          | Ecuador | 2012          |
| Mushuc Runa           | Ecuador | 2013-2015     |
| Imbabura S.C.         | Ecuador | 2016-presente |

## Palmarés

### Campeonatos nacionales
| Título             | Club     | País    | Año  |
| ------------------ | -------- | ------- | ---- |
| Serie B de Ecuador | Imbabura | Ecuador | 2006 |